# Spanische Badmintonmeisterschaft 1994
Die Spanische Badmintonmeisterschaft 1994 fand in Benalmádena statt. Es war die 13. Austragung der nationalen Titelkämpfe von Spanien im Badminton.

## Titelträger
| Disziplin    | Sieger                           |
| ------------ | -------------------------------- |
| Herreneinzel | David Serrano                    |
| Dameneinzel  | Esther Sanz                      |
| Herrendoppel | Arturo Ruiz López Ernesto García |
| Damendoppel  | Dolores Marco Lidia Pomares      |
| Mixed        | David Serrano Esther Sanz        |